# Панщина (деревня)
Панщина — деревня в Западнодвинском районе Тверской области России. Входит в состав Ильинского сельского поселения.

## География
Деревня расположена в южной части района. Ближайшие населённые пункты — деревни Орехово и Астратово.
Расстояния (по автодорогам):
- До районного центра, города Западная Двина — 70 км
- До центра сельского поселения, посёлка Ильино — 20 км

## История
Деревня Панщина впервые упоминается на топографической карте Фёдора Шуберта, изданной в 1865 году.
На карте РККА, изданной в 1941 году обозначена деревня Панщина. Имела 56 дворов.
До 2005 года деревня входила в состав упразднённого в настоящее время Аксентьевского сельского округа, с 2005 — в составе Ильинского сельского поселения.

## Население
| 2010 |
| ---- |
| 9    |

В 2002 году население деревни составлял 31 человек.
Национальный состав
Согласно результатам переписи 2002 года, в национальной структуре населения русские составляли 100 % от жителей.